# Touraine-noble-joué
Le touraine-noble-joué ou plus simplement le noble-joué, est un vin d'appellation d'origine contrôlée produit sur les communes de Chambray-lès-Tours, d'Esvres, de Joué-lès-Tours, de Larçay et de Saint-Avertin en Indre-et-Loire.
C'est un vin rosé élaboré à partir de cépages de type pinot, pinot meunier principalement.

## Histoire

### Moyen Âge
Le vin de noble-joué est présent sur la table de Louis XI et la superficie du vignoble est estimée à 800 ha.

### Période contemporaine
Au XVIIIe siècle, Joué-lès-Tours et Saint-Avertin consacrent une partie de leur territoire, les secteurs du plateau les plus proches de son rebord, à la culture de la vigne, destinée à la production de vins rouges réputés.
La zone de production, dans la banlieue sud de Tours, est fortement réduite dans la seconde moitié du XIXe siècle par l'urbanisation et l'extension de l'agglomération tourangelle. À la même époque, l'arrivée du phylloxéra s'accompagne d'une destruction massive du vignoble.
Mentionné au début du XXe siècle comme « le vin de Loire le plus célèbre », il reçoit plusieurs récompenses lors de l'exposition universelle de 1900. Toutefois, la réputation du vin semble avoir baissé dans le dernier quart du XXe siècle mais les producteurs, avec l'appui de l'œnologue Jacques Puisais, de l'INAO et la chambre départementale d'agriculture, replantent dans les secteurs les plus favorables. L'AOC est créée en 2001.

## Situation géographique

Délimitation géographique de l'AOC touraine-noble-joué.

Le vignoble est situé sur les communes de Chambray-lès-Tours, Esvres, Joué-lès-Tours, Larçay et Saint-Avertin dans le département d'Indre-et-Loire.

### Orographie
Le vignoble est planté sur un plateau dont l'altitude baisse légèrement, de 95 m au nord à 85 m au sud.

### Géologie
Les vignes sont établies sur des sols argilo-calcaires qui reposent principalement sur le calcaire lacustre éocène qui caractérise la Champeigne tourangelle.

### Climatologie
La zone de production du touraine-noble-joué, comme l'ensemble du département, bénéficie d'un climat tempéré océanique dit dégradé, caractérisé par des températures clémentes, même en hiver. Aucun mois n'est véritablement sec, les précipitations mensuelles moyennes étant toujours supérieures à 40 mm.
La Champeigne et le Val de Loire, où se situe la zone d'appellation, subissent toutefois moins de gelées, avec une moyenne de 55 jours de gel entre octobre et avril, que l'est du département (60 jours), mais davantage que les confins de l'Anjou (50 jours). Cormery, commune limitrophe d'Esvres, connaît une moyenne annuelle de 160 jours de précipitations, pour une pluviométrie comprise entre 550 et 600 mm ; le taux d'ensoleillement moyen y est de 1 780 heures par an.

## Vignoble

### Présentation
L'AOC représente une surface de production de 28 hectares en vins rosés.

### Encépagement
Les vins sont issus des cépages suivants :
- cépage principal : pinot meunier N ;
- cépages complémentaires : pinot gris G et pinot noir N.

### Type de vins et gastronomie

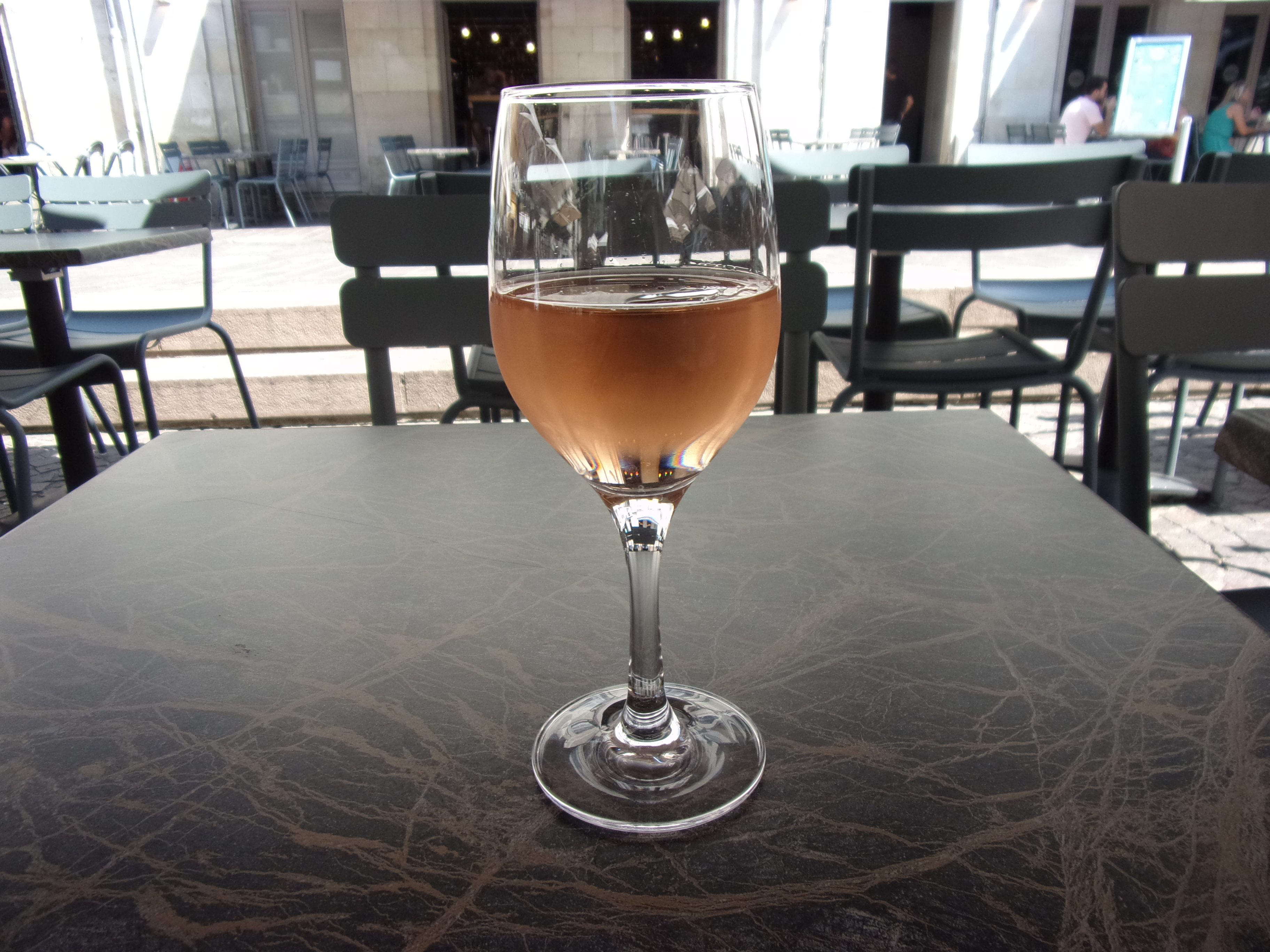
Verre de touraine-noble-joué.

Le touraine noble-joué est un vin rosé pâle, auquel ses reflets argentés valent parfois le nom de vin gris.
Le noble-joué se sert à l'apéritif, accompagne charcuterie, poissons et viandes blanches mais trouve aussi sa place en accompagnement de la cuisine nord-africaine.

## Principaux producteurs de l'appellation
Cinq viticulteurs indépendants produisent en moyenne 1 700 hl/an de touraine-noble-joué.